# Giuseppe Messina (giurista)
Giuseppe Messina (Naro, 1877 – Roma, 1946) è stato un giurista italiano.
Fu insegnante a Macerata, Perugia e Palermo, oltre che valido legislatore e fautore del codice civile.

## Opere
- La promessa di ricompensa al pubblico nel diritto privato (1899)
- Contributo alla dottrina della confessione (1902)
- Sui cosiddetti diritti potestativi (1906)
- La simulazione assoluta (1907)
- Teoria generale del contratto (1940)